# マッカラーの公式

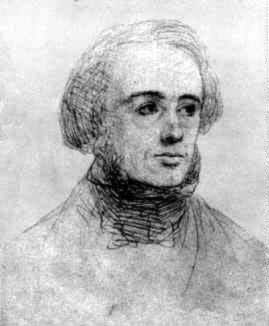
ジェームズ・マッカラー （1809年 - 1847年）

マッカラーの公式（マッカラーのこうしき、仏: formule de MacCullagh）は、球状でない物体が、物体から十分に離れてはいるが、物体の径と比べれば極端には離れていない点で作る万有引力の場を記述するのに重要な公式である。万有引力ポテンシャルの基本的な定義が基になっているが、ポテンシャルの一般的なラプラス展開をするのではなく、2次近似までで切ることで得られる。測地学の理論や地球物理学で広く用いられる。

## 万有引力ポテンシャルの一般表示

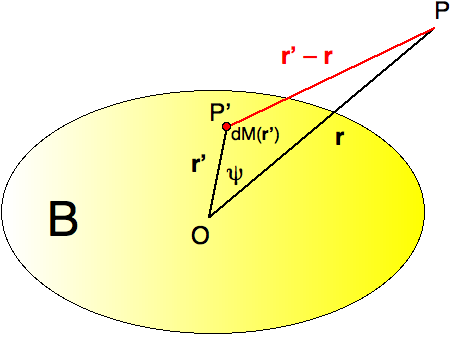

球面座標系で、ポテンシャルが作られる点 {\displaystyle P}（位置 {\displaystyle \mathbf {r} }）、ポテンシャルを作る点 {\displaystyle P'}（位置 {\displaystyle \mathbf {r'} }）の動径成分をそれぞれ {\displaystyle r} 、{\displaystyle r'} とする。座標の原点 {\displaystyle O} は当面は任意としておく。ベクトル {\displaystyle \mathbf {r} } と {\displaystyle \mathbf {r'} } が成す角を {\displaystyle \psi } 、{\displaystyle P'} での体積要素を {\displaystyle \mathrm {d} M(\mathbf {r'} )} 、物体Bの全質量を {\displaystyle M} と書く。このとき、物体Bによって作られる万有引力ポテンシャルは一般的に
{\displaystyle V(P)=G\int _{M}{\frac {1}{\|\mathbf {r'} -\mathbf {r} \|}}\,\mathrm {d} M(\mathbf {r'} )}
と書ける。ここで  
{\displaystyle \|\mathbf {r'} -\mathbf {r} \|=r{\sqrt {1-2{\frac {r'}{r}}\cos \psi +\left({\frac {r'}{r}}\right)^{2}}}}
で、{\displaystyle G} はニュートンの万有引力定数である。
{\displaystyle -1\leq x\leq +1} のとき {\displaystyle (1+x)^{-1/2}=1-x/2+3x^{2}/8+o(x^{3})} だから、{\displaystyle x=-2(r'/r)\cos \psi +(r'/r)^{2}} とおくと 
{\displaystyle {\frac {1}{\sqrt {1-2{\frac {r'}{r}}\cos \psi +\left({\frac {r'}{r}}\right)^{2}}}}=1+{\frac {r'}{r}}\cos \psi -{\frac {1}{2}}\left({\frac {r'}{r}}\right)^{2}+{\frac {3}{2}}\left({\frac {r'}{r}}\right)^{2}\cos ^{2}\psi +o\left[\left({\frac {r'}{r}}\right)^{3}\right]}
よって、
{\displaystyle {\frac {r}{\|\mathbf {r'} -\mathbf {r} \|}}=1+{\frac {r'}{r}}\cos \psi +\left({\frac {r'}{r}}\right)^{2}-{\frac {3}{2}}\left({\frac {r'}{r}}\right)^{2}\sin ^{2}\psi +\dots }
が得られる 
。これより {\displaystyle P} での万有引力ポテンシャルは次のようになる。
{\displaystyle V(P)={\frac {G}{r}}\int _{M}\mathrm {d} M+{\frac {G}{r^{2}}}\int _{M}r'\cos \psi \mathrm {d} M+{\frac {G}{r^{3}}}\int _{M}r'^{2}\mathrm {d} M-{\frac {3G}{2r^{3}}}\int _{M}r'^{2}\sin ^{2}\psi \mathrm {d} M+\dots }

## マッカラーの定理
このように万有引力ポテンシャルの2次までの近似 {\displaystyle V(P)} は、{\displaystyle V_{0}(P)}, {\displaystyle V_{1}(P)}, {\displaystyle V_{2}(P)}, {\displaystyle V_{3}(P)} の4つの項に分解できることがわかる。つまり
{\displaystyle V(P)=V_{0}(P)+V_{1}(P)+V_{2}(P)+V_{3}(P).}
第1項
{\displaystyle V_{0}=Gr^{-1}\int _{M}\,\mathrm {d} M=GMr^{-1}}
は球対称な質量分布のポテンシャルに対応する。これは物体の全質量が1点に集められている場合と同じである。減少の度合 1/r が他の項と比べ緩やかであるため、非常に遠距離ではこの項が支配的となる。これは惑星のケプラー軌道を確立するのに用いられた、古典的なニュートンポテンシャルである。単極子（monopôle）、または単極子的質量分布（distribution de masse monopolaire）と呼ばれる。
第2項
{\displaystyle V_{1}=Gr^{-2}\int _{M}r'\cos \psi \,\mathrm {d} M}

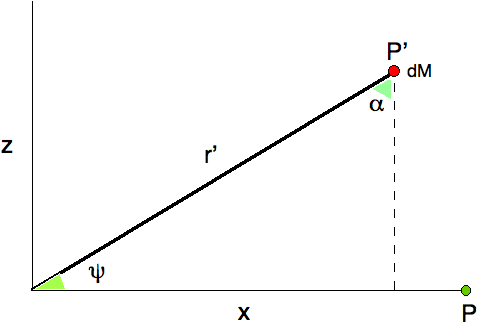

は双極子（dipôle）、または双極子的質量分布（distribution de masse dipolaire）に対応する。座標の原点を物体の質量中心に一致させると、この項は消える。実際、右の図を参照すると次のように書くことができる。
{\displaystyle V_{1}=Gr^{-2}\int _{M}r'\cos \psi \,\mathrm {d} M=Gr^{-2}\int _{M}x\,\mathrm {d} M=GMr^{-2}x_{0}}
ここで {\displaystyle x_{0}} は物体の質量中心の Ox-軸成分。
第3項と第4項、{\displaystyle V_{2}}, {\displaystyle V_{3}} は四極子（quadrupôle）、または四極子的質量分布（distribution de masse quadrupolaire）である。{\displaystyle V_{2}} の計算を続けると   
{\displaystyle {\begin{aligned}V_{2}&=Gr^{-3}\int _{M}r'^{2}\,\mathrm {d} M=Gr^{-3}\int _{M}(x^{2}+y^{2}+z^{2})\mathrm {d} M\\&={\frac {1}{2}}Gr^{-3}\int _{M}[(y^{2}+z^{2})+(x^{2}+z^{2})+(x^{2}+y^{2})]\,\mathrm {d} M={\frac {1}{2}}Gr^{-3}(A+B+C)\end{aligned}}}
となる。ここで {\displaystyle A}, {\displaystyle B}, {\displaystyle C} はそれぞれOx, Oy, Oz-軸のまわりの慣性モーメントを表す。慣性モーメントの平均 {\displaystyle {\bar {I}}} を 
{\displaystyle {\bar {I}}={\frac {1}{3}}(A+B+C)},
とおくと、
{\displaystyle V_{2}={\frac {3}{2}}Gr^{-3}{\bar {I}}}
となる。{\displaystyle V_{3}} に対しては、
{\displaystyle V_{3}=-{\frac {3}{2}}Gr^{-3}\int _{M}r'^{2}\sin ^{2}\psi \,\mathrm {d} M=-{\frac {3}{2}}Gr^{-3}\int _{M}r'^{2}\cos ^{2}\alpha \,\mathrm {d} M=-{\frac {3}{2}}Gr^{-3}I}
ここで {\displaystyle I} は {\displaystyle {\overline {OP}}}-軸のまわりの慣性モーメントである。これより、次のマッカラーの公式（マッカラーの定理とも）が得られる。
{\displaystyle V(P)=GMr^{-1}-{\frac {3}{2}}Gr^{-3}(I-{\bar {I}})}
この公式は、地球や他の惑星等の球状に近い物体に適用するのに非常に便利である。物体に何らかの対称性があれば、近似は十分遠距離でも有効である。明らかに、2次までの近似であることから有効な適用範囲には限界があり、外部重力場をさらに正確に表すためにはより高次の調和関数が必要になる。

## 対称性のある物体に対するマッカラーの公式
質量中心を通る軸 {\displaystyle {\overline {OP}}} のまわりの慣性モーメントは、慣性テンソルを表す 3×3行列を対角化することで得られる主慣性モーメント {\displaystyle A}, {\displaystyle B}, {\displaystyle C} を使って
{\displaystyle I=n_{x}^{2}A+n_{y}^{2}B+n_{z}^{2}C}
と書くことができる。ここで {\displaystyle n_{x}}, {\displaystyle n_{y}}, {\displaystyle n_{z}} は {\displaystyle {\overline {OP}}} （単位ベクトル）の慣性主軸 Ox, Oy, Oz への方向余弦を表す。
物体が Oz-軸を中心に回転する（Oz について軸対称である）と仮定する。このとき {\displaystyle A=B} である。{\displaystyle \phi } を {\displaystyle {\overline {OP}}} が Oxy-平面となす角とする。このとき {\displaystyle n_{z}=\sin \phi } であり、{\displaystyle n_{x}^{2}+n_{y}^{2}+n_{z}^{2}=1} だから方向余弦は
{\displaystyle \sin ^{2}\phi =1-n_{x}^{2}-n_{y}^{2}}
である。{\displaystyle A=B} としているので、マッカラーの公式は
{\displaystyle V(P)=GMr^{-1}-{\frac {1}{2}}Gr^{-3}(3I-2A-C)}
となる。慣性モーメント I は
{\displaystyle I=A(n_{x}^{2}+n_{y}^{2})+C\sin ^{2}\phi =A(1-\sin ^{2}\phi )+C\sin ^{2}\phi }
となるから、回転体に対するマッカラーの公式は最終的に次の形になる
。
{\displaystyle V(P)=GMr^{-1}+{\frac {1}{2}}Gr^{-3}(C-A)(1-3\sin ^{2}\phi )}

## 地球の力学的形状係数
軸対称性があるとき、万有引力ポテンシャルの多重極展開を2次まで行ったものは常に次の一般式で書ける。 
{\displaystyle {\begin{aligned}V(P)&=GMr^{-1}-J_{2}GMa^{2}r^{-3}P_{2}(\cos \theta )\\&=GMr^{-1}-{\frac {1}{2}}J_{2}GMa^{2}r^{-3}(1-3\sin ^{2}\phi )\end{aligned}}}
ここで 
{\displaystyle P_{2}(\cos \theta )={\frac {3}{2}}\sin ^{2}\phi -{\frac {1}{2}},\quad (\phi ={\frac {\pi }{2}}-\theta )}
は2次のルジャンドル多項式である。地球の場合、2次の帯調和重力係数 {\displaystyle J_{2}} はしばしば地球の力学的形状係数（facteur de forme géodynamique）と呼ばれる。この式をマッカラーの公式と等しいと置くと、
{\displaystyle J_{2}={\frac {C-A}{Ma^{2}}}}
この最後の関係式もマッカラーの公式と呼ばれることがある。